# Mallet
Mallet – miasto i gmina w Brazylii, w stanie Parana. Znajduje się w mezoregionie Sudeste Paranaense i mikroregionie Irati.
W 2022 r. język polski i ukraiński stały się dodatkowymi językami urzędowymi.

## Nazwa
W 1903 r. do osady dotarły tory linii kolejowej São Paulo – Rio Grande. Stacja została nazwana Marechal Mallet na cześć inżyniera wojskowego z Bagé, João Nepomuceno de Medeiros Mallet. W pobliżu dworca kolejowego wybudowano małą kapliczkę, której patronem jest św. Piotr. W ten sposób miejsce to otrzymało nazwę São Pedro de Mallet
.

## Historia
Przed odkryciem przez europejskich kolonizatorów, region był zamieszkany przez ludność z grupy Kaingang. Europejska kolonizacja doliny rzeki Iguaçu rozpoczęła się od wypraw przez Sertão do Tibagi w latach 1768-1777 pod wodzą Domingos Lopes Cascais i Bruno da Costa Figueira, którzy podczas kilku wypraw zbadali dolinę tej rzeki do granicy z ziemiami hiszpańskimi. Podczas czwartej ekspedycji Bruno da Costa Figueira udał się w górę rzeki Potinga, badając jej brzegi i dotarł do Serra da Esperança, odnotowując rozległe niezbadane regiony. Początki osady sięgają 1884 r. kiedy grupa 15 rodzin założyła tu swoje gospodarstwa. Duża część mieszkańców to potomkowie polskich katolickich osadników, którzy osiedlili się w tych okolicach w 1890 r. w liczbie 2000 rodzin pod wodzą Edmunda Saporskiego (w koloniach Iguaçu, Canoas, Cachoeira, Taquaral, Água Branca i Rio Claro do Sul, czyli głównie w obecnych sąsiednich gminach São Mateus do Sul i Mallet). Pięć lat później dołączyli do nich licznie grekokatolicy z Galicji. W 1909 r. przybyła do miejscowości kolejna grupa imigrantów złożona z 825 rodzin narodowości polskiej. W listopadzie 1911 roku w Mallet powstało kolegium im. Mikołaja Kopernika, która działało do 1938 r. Była to pierwsza polska szkoła średnia w Brazylii.

## Kultura
Mallet jest drugim w Brazylii skupiskiem ludności pochodzenia ukraińskiego pod względem udziału w ogółu populacji (60%) i stąd silne wpływy kulturowe. Drugą grupę tworzą osoby pochodzenia polskiego. Na terenie gminy istnieją polskie instytucje kultury i wspólnoty religijne. W Rio Claro do Sul z funduszy Wspólnoty Polskiej w 2022 r. rewitalizowano dom ludowy, w którym ma siedzibę Polski Zespół Folklorystyczny Kraków. Sama wieś Rio Claro do Sul jest zamieszkana przez około 3000 mieszkańców, z czego 90% jest pochodzenia polskiego. W codziennym użyciu jest język polski.
Profesor Tadeusz Paleczny po wizycie Cruz Machado w 2000 r. napisał: 
Mallet jest miastem niezwykłym. Stanowi bowiem kolebkę lokalnej inteligencji polonijnej, kształconą przez okres kilkunastu lat w drugiej obok kurytybskiej szkole średniej prowadzonej w Brazylii w języku polskim. Czasy świetności tej szkoły i lokalnej zbiorowości złożonej z nauczycieli, uczniów i absolwentów przerwały ustawy o nacjonalizacji. Do dziś żyje wśród najstarszych mieszkańców pamięć o dramatycznych okolicznościach towarzyszących zamknięciu szkoły; aresztowaniu nauczycieli, przerwaniu przez policję marszu protestacyjnego z biało-czerwonymi flagami i narodowymi polskimi symbolami, z wywózką książek z biblioteki zwykłą furmanką i darciu ich na strzępy przez kilku brazylijskich urzędników.

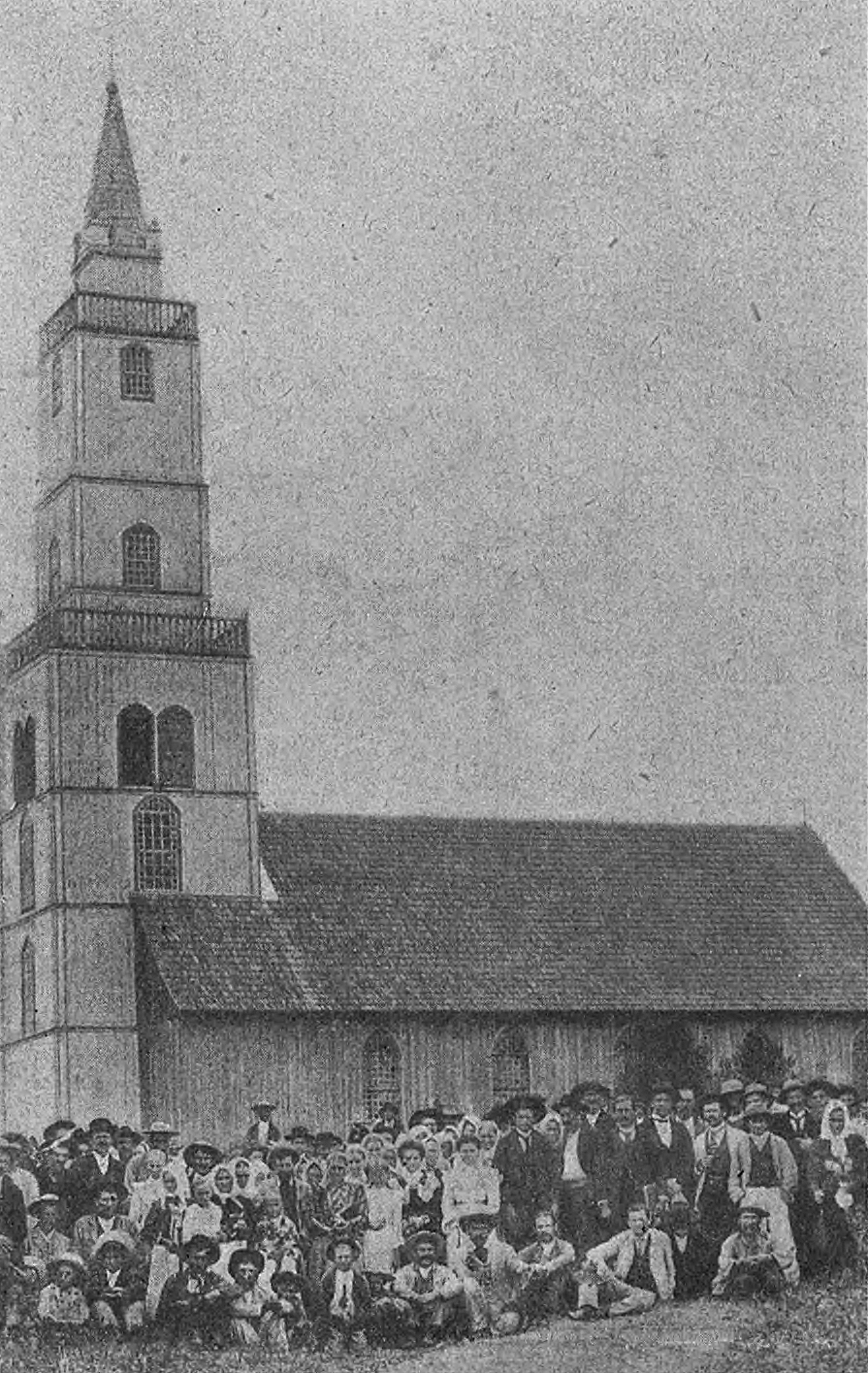
Kościół katolicki z polskimi wiernymi w 1913 r. w kolonii Rio Claro do Sul